# Maxi & Chris Garden
Maxi & Chris Garden, eigentlich Meike (* 29. Juni 1974 in Hanau) und Chris (* 29. Dezember 1950 in Zellhausen) Gärtner, waren ein deutsches Gesangsduo, das aus Mutter und Tochter bestand.

## Karriere
Erste Aufmerksamkeit erlangte das Duo 1987, als es bei der deutschen Vorentscheidung zum Eurovision Song Contest den zweiten Platz mit dem Lied Frieden für die Teddybär’n erreichte. 1988 gewannen sie dann den deutschen Vorentscheid und vertraten Deutschland mit dem von Ralph Siegel produzierten Titel Lied für einen Freund beim Eurovision Song Contest 1988 in Dublin, bei dem sie Platz 14 erreichten. Mehrere nationale und internationale Fernsehauftritte folgten.
Im Jahr 2002 war es Meike, die musikalisch wieder in den Vordergrund trat. Nach dem Abitur und einer abgeschlossenen Ausbildung als Kunst- und Wandmalerin studierte sie 4 Semester Kunst- und Musikpädagogik an der Justus-Liebig-Universität in Gießen und anschließend an der Universität der Künste Berlin. Ihr Diplom erhielt sie im Fach Musical und Show (Gesang, Schauspiel und Tanz).
Im Anschluss an ihr Studium war sie als Musicaldarstellerin in verschiedenen Produktionen in Deutschland und Österreich erfolgreich, etwa im Rainhard-Fendrich-Musical Wake Up (Vereinigte Bühnen Wien). In Zusammenarbeit mit der Berliner Formation Die Damenkapelle bewies sie zudem ihr komödiantisches Talent in der Zwanziger-Jahre-Revue Vorsicht: Weiblich!. Eine Top-Ten-Chartplatzierung gelang in Österreich als Mitglied des Trios Aschenputtel mit dem deutschsprachigen Rock-Pop-Song Ich kann dich heilen.
Derzeit ist Meike vor allem als Solokünstlerin mit Chansons, Musicals und eigenen Songs in Deutschland unterwegs. Sie arbeitet als Lehrerin an einer Musicalschule in Mainz und an der Musikschule Rodgau.

## Diskografie

### Alben
- 1988: Lied für einen Freund
- 2009: In Search of Your Dreams (Meike Garden)
- 2013: Meike Garden singt eigene und internationale Songs solo am Piano
- 2015: Perlentage (Meike Garden)
- 2017: Wie es mir gefällt (Meike Garden)

### Singles
- 1986: Meine Stadt
- 1987: Frieden für die Teddybär’n
- 1987: Jungs sind doof
- 1988: Lied für einen Freund
- 1988: Song for a Friend / Chant pour un ami
- 1989: I Like Otto (Maxi Garden Solosingle)
- 1994: Neue Wege (Comeback-Single)
- 2005: Ich kann dich heilen (Meike Garden)
- 2005: Zauberland (Meike Garden)